# Broder Jakob
Broder Jakob (franska: Frère Jacques) är en barnvisa som finns på flera språk.
Ursprungsspråket var sannolikt franska, där sången heter Frère Jacques. Den franska textraden "Sonnez les matines!" blir i översättning "Ring till morgonbön!", i imperativform. Den franska visan handlar alltså om en munk som sover i stället för att ringa till morgonbön, ottesången. I den svenska versionen har i stället Broder Jakob försovit sig eftersom han inte hört klockan.

## Ursprung
Musiken har spårats till en manuskriptsamling med vaudevillemelodier i Bibliothèque nationale de France i Paris, daterad till  mellan 1775 och 1885 med rubriken "Frère Blaise (canon)". 1811 finns melodin belagd i tryck som "Frère Jacques", men först 1860 dök den moderna texten upp. På många språk har sångens person ett bibliskt namn.

## Övrigt
Inför Europamästerskapet i fotboll för herrar 2016 använde sig Sverige av en kampsångsvariant vid namn "Vi är Sverige".
På vissa evenemang som Västgöta Nation i Linköping ordnar brukar en version med titeln "Förr var bättre" sjungas.
I tredje satsen av Gustav Mahlers första symfoni återkommer Broder Jakob som tema flera gånger. 

## På olika språk
Svenska
Broder Jakob, Broder Jakob
sover du, sover du?
||: Hör du inte klockan, :||
ding ding dong, ding ding dong.
Franska
Frère Jacques, Frère Jacques
Dormez-vous, dormez-vous?
||: Sonnez les matines! :||
Din dan don, din dan don.

Romani svensk romani översättare: Lenny Lindell
Prhalen Jakob, Prhalen Jakob
Domrar diro, Domrar diro?
||: Shonnar diro tji minkan, :||
ding ding dong, ding ding dong.
Danska
Mester Jakob, Mester Jakob
sover du, sover du?
||: Hører du ej klokken: :||
Ringe tolv, Ringe tolv.
Norska
Fader Jakob, Fader Jakob
Sover du? Sover du?
||: Hører du ei klokken? :||
Bim, bam, bom. Bim, bam, bom.
Isländska
Meistari Jakob, meistari Jakob!
Sefur þú, sefur þú?
Hvað slær klukkan, hvað slær klukkan?
Hún slær þrjú, hún slær þrjú.
Tyska
Bruder Jakob, Bruder Jakob,
Schläfst du noch? Schläfst du noch?
||: Hörst du nicht die Glocken? :||
Ding dang dong, ding dang dong.
Italienska
Frà Martino, campanaro,
Dormi tu? Dormi tu?
||: Suona le campane! :||
Din don dan, din don dan.
Kroatiska
Bratec Martin, Bratec Martin
Kaj još spiš, kaj još spiš
||: Već ti ura tuče, već ti ura tuče :||
Ding dang dong, ding dang dong.
Engelska
Are you sleeping? Are you sleeping?
Brother John, Brother John!
||: Morningbells are ringing :||
Ding, ding, dong. Ding, ding, dong.
Esperanto
Frat’ Jakobo, Frat’ Jakobo,
Ĉu en dorm’? Ĉu en dorm’?
||: Iru sonorigu, Iru sonorigu,:||
Tin, tin, tin. Tin, tin, tin.
Finska
Jaakko kulta! Jaakko kulta
Herää jo, herää jo
||: Kellojasi soita :||
Pium, paum, poum. Pium, paum, poum.
Ryska
Братец Якоб! Братец Якоб!
Спишь ли ты? Спишь ли ты?
||: Слышишь колокольчик, :||
Динь-динь-динь, динь-динь-динь.
Flamländska
Broeder Jakob, broeder Jakob,
Slaapt gij nog, slaapt gij nog?
||: Hoor de klokken luiden, :||
Bim bam bom, bim bam bom.
Polska
Panie Janie! Panie Janie!
Rano wstań! Rano wstań!
||: Wszystkie dzwony biją, :||
Bim, bam, bom, bim, bam, bom.
Tjeckiska
Bratře Kubo, Bratře Kubo,
Ještě spíš, ještě spíš?
Venku slunce září, ty jsi na polštáři,
vstávej již, vstávej již.
Arabiska
Hana darso, rana djaraso.
Ismao, Ismao.
Djarason ja rino, fi idni jatino.
Din dan don, din dan don.
Latin
Quare dormis, o Iacobe,
Etiam nunc, etiam nunc?
||: Resonant campanae, :||
Din din dan, din din dan.
Kinesiska
liang zhi laohu (två tigrar)
liang zhi laohu (två tigrar)
pao de kuai (springer fort)
pao de kuai (springer fort)
yi zhi meiyou yanjing (en saknar ögon)
yi zhi meiyou erduo (en saknar öron)
zhen qiguai (mycket konstigt)
zhen qiguai (mycket konstigt)
Tsonga
"hi twa ndlala"
"hi twa ndlala"
"thicara!
"thicara!"
"lamula rikwihi?"
"lamula rikwihi?"
"hi ta dya"
"hi ta dya"